# Returner
Returner er en japansk science fiction film fra 2002, filmen er instrueret af Takashi Yamazaki og med Takeshi Kaneshiro, Anne Suzuki, Kirin Kiki og Goro Kishitani i hovedrollerne.

## Medvirkende
- Takeshi Kaneshiro som Miyamoto
- Anne Suzuki som Milly
- Kirin Kiki som Xie
- Goro Kishitani som Mizoguchi
- Mitsuru Murata som Mizoguchis håndlanger
- Kisuke Iida som Karasawa
- Kazuya Shimizu som Murakami
- Chiharu Kawai som Lius tolk
- Yukiko Okamoto som Yagi
- Dean Harrington som Brown